# 山口ルツコ
山口 ルツコ（やまぐち るつこ、1990年9月15日 - ）は、日本の女優。元女子プロレスラー、リングアナウンサー。東京都出身。洗足学園音楽大学卒業。有限会社オーチャード所属。

## 経歴
宝塚音楽学校で最終選考まで残った経歴を持つ。
アイスリボンの新人デビュープロジェクトに参加し、2012年12月19日の道場マッチで同じく練習生だった佐藤扶美子（現：235）とエキシビション。
12月31日の後楽園ホール大会にて「新人6人タッグイリミネーション」でデビューし、最後に残り世羅りさに敗れる。
2013年1月3日、初の道場マッチとして第1試合で世羅に敗れるが、第5試合で235から初勝利、メインの6人タッグにも加わるも敗戦。
1月12日、初めてとなる先輩とのシングルとして藤本つかさと対戦するが、ビーナスクラッチで敗れる。
卒業公演のため欠場した後、3月9日に復帰しくるみと組んでつくし&世羅りさと対戦も世羅にフォールされ、試合後31日後楽園でのシングルが決まった。
2013年8月25日後楽園、目標としている紫雷美央と組んでタッグ王座次期挑戦者決定戦に出場し勝利。9月横浜ラジアントホール大会でインターナショナル・リボンタッグ王座に挑戦したが敗れている。
2014年のアイスリボン・マーチ終了後膝の負傷で長期欠場に入ることが決定。その後手術は終了し今は復帰に向けてセコンド業務などをしている。本業である女優業はすでに復帰している。
11月、アイスリボンでリングアナウンサーを務める千春の姿を見たのがきっかけとなり、プロレスラーを卒業しリングアナウンサーに転じることを表明しリングアナウンサー研修生としてアイスリボンに残る。持ち前の発声力を生かし2015年6月24日、後楽園ホール大会からリングアナデビュー。
2016年10月1日、新しい芸能事務所へ所属、女優専念のためアイスリボンを卒業を発表。
学生時代は東京にある私鉄のターミナル駅で駅員のアルバイトをしており、女性駅員の中でも最長身長であった。
鉄道会社の中では東急電鉄が好きと語っている。

## 得意技
- アイアンクロー - グレート小鹿と同型
- ビッグブーツ
- かかと落とし
- フルネルソン・バスター

## 出演

### 映画
- 太陽からプランチャ（2014年） - 荒山麻美 役
- 愛こそはすべて（2014年）-　泉役

### 舞台
- 洗足学園ミュージカルコースアトリエ公演ブロードウェイミュージカル「Into the woods」（2012年）魔女役

- 洗足学園ミュージカルコースアトリエ公演ブロードウェイミュージカル「カンパニー」（2013年3月）ジョアンヌ役

- 流山児★事務所　　ミュージカル「アトミックストーム」（演出：　中屋敷法（仁2013年6月、座高円座）松井役

- pafe.GWC2013公演「女子大生100年日記」演出：倉迫康史（Ort-d.d）（2013年11月）平野ふみ役

- オーストラ・マコンドー 「書を捨てよ 町へ出よう」演出：倉本朋幸（2013年12月）

- オーストラ・マコンドー 「さらば箱舟」演出： 倉本朋幸 （2014年2月、吉祥寺シアター）タネ役

- コンサート「ミュージカルと映画音楽の名曲たち」　（2014年6月、けやきホール）

- 青蛾館　音楽男装劇「星の王子さま」演出：スズキ拓朗（2014年9月、東京芸術劇場シアターウエスト）ヒツジ女中役

- ピープルシアター「嘆きのベイルート」（2014年10月、両国シアターX）ドリー役

- ピープルシアター「金色の翼に乗りて」演出：森井睦（2015年2月、両国シアターX）マリアン役

- ミュージカルライブ　「Let me be a star」（2015年5月）

- ピープルシアター「新宿・夏の渦」原作：船戸与一　演出：森井睦（2015年6月、両国シアターX）デボラ役

- ミュージカルレビュー「Musical PUB vol.4」（2015年9月、ラゾーナ川崎・プラザソル)

- ピープルシアター「バグダッドの兵士たち」演出：森井睦（2015年11月、両国シアターX）

- 江古田のガールズ 7周年記念特別公演　「仮面音楽祭」演出：山崎洋平（2016年1月、本多劇場）女1役

- 柿食う客フェスティバル2016「露出狂」（2016年）葉枝役

- 「新宿カンタータ」演出：森井睦（2016年）

- 右近健一音楽演劇祭「あたしのパーティーだってのに！」演出：右近健一

- 劇団☆新幹線「髑髏城の七人」＜鳥＞演出：いのうえひでのり（2017年、IHIステージアラウンド東京）おるつ役
- 水谷千重子50周年記念公演（2021年）
- ミュージカル「夜の女たち」（2022年） - 女たち 役[8]
- ミュージカル「スライス・オブ・サタデーナイト」 （2023年）
- 「うねり〜踊らない二人〜」（2024年）[9]
- 「リア王の悲劇」（2024年）[10]